# Diga di Bloemhof
La diga di Bloemhof era originariamente chiamata con il nome di diga di Oppermansdrif quando era sotto costruzione negli anni sessanta. Situata sul fiume Vaal al confine tra le provincie Sudafricane del North West e del Free State. La diga e lunga 4.270 m. Il lago formatosi a conseguenza dell'innalzamento della diga è poco profondo e perciò ha bisogno di una grande area per poter significare qualcosa in termine di
immagazzinamento dell'acqua. La zona attorno al lago è diventata un parco naturale, amministrato da una parte dalla provincia del Free State e dall'altra parte dalla provincia del North West. Dalla parte della provincia del North West c'è il Bloemhof Dam Nature Reserve mentre dalla parte del Free State c'è la Sandveld Nature Reserve.
La città di Bloemhof si trova sul fiume Vaal nella parte della provincia del North West.
La diga fu inaugurata nel 1970 ed ha una capacità 1.269.000.000 metri cubi, una superficie di 223 km2 e ha un'altezza di 33 metri.